# Altieri (famiglia)

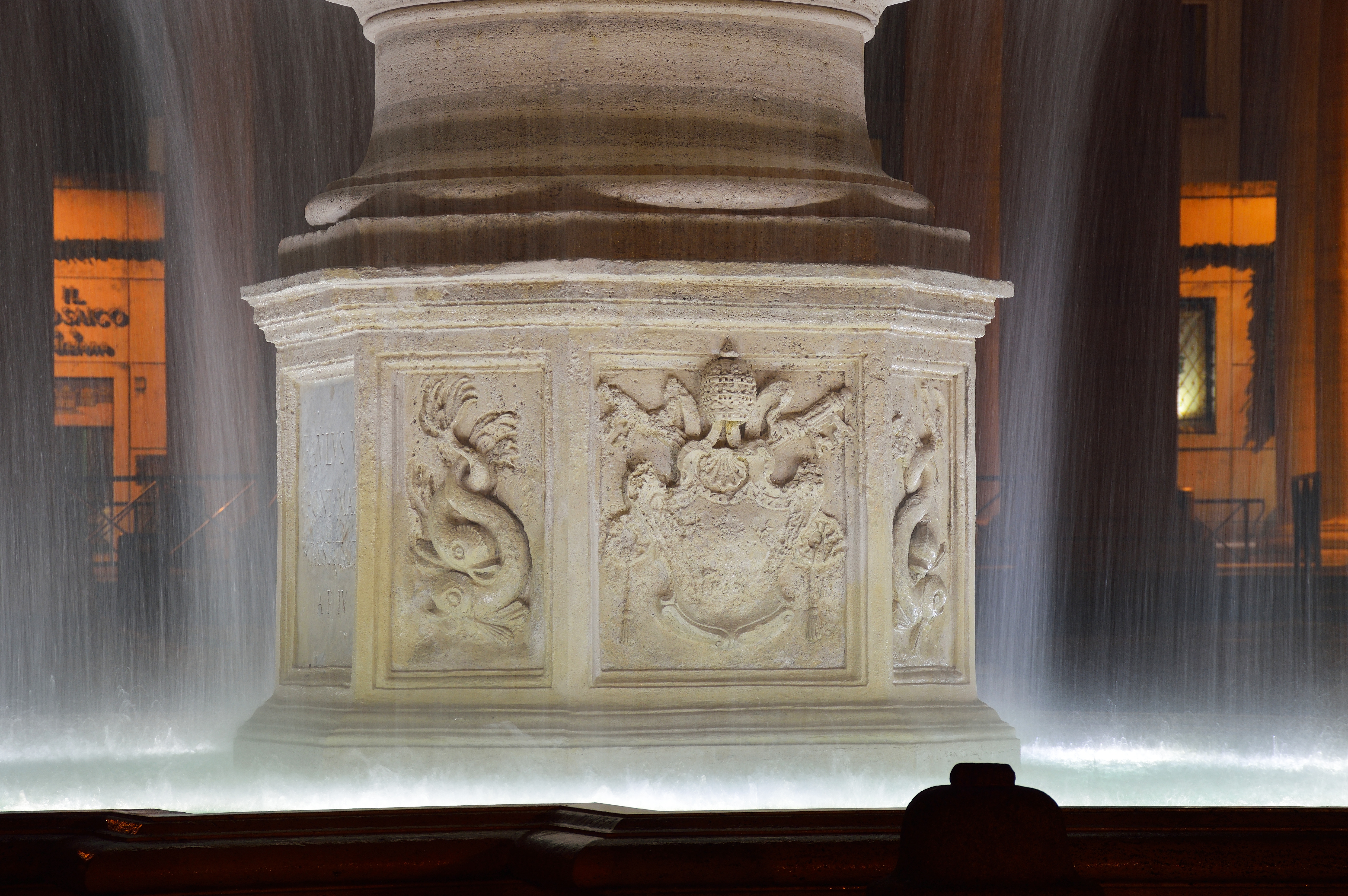
Stemma papale di Casa Altieri sul basamento di una delle fontane di piazza San Pietro

Gli Altieri furono una famiglia principesca romana che diede alla Chiesa un Sovrano Pontefice, Emilio Altieri, papa con il nome di Clemente X. La famiglia, presente tra le file della piccola nobiltà municipale dell'Urbe sin dal Medioevo, assurse ai massimi onori proprio con l'elezione di Emilio al Soglio Pontificio. Si estinse con la nipote del papa, Laura Caterina Altieri, nei Paluzzi Albertoni, che ne assunsero il cognome e lo stemma continuando la stirpe. Oltre ai titoli principeschi concessi da Clemente X, gli Altieri fecero parte anche del patriziato di Genova e di quello di Venezia.
La famiglia consolidò la sua posizione nei ranghi dell'aristocrazia papale romana grazie ad alleanze matrimoniali con famiglie come i Colonna, i Pallavicini-Rospigliosi, i Chigi, gli Odescalchi, i Doria-Pamphilj, i Ruspoli, i Barberini e i Borghese, e si estinse definitivamente nei di Napoli Rampolla, principi siciliani e parenti del cardinale Mariano Rampolla del Tindaro, segretario di Stato di papa Leone XIII.

## Storia

### Origini (XIV-XVII secolo)
La famiglia Altieri, secondo un costume piuttosto in voga nel passato, rivendicava la discendenza da un Lucius Alterius, leggendario capostipite romano di cui conservava un'antica urna cineraria. Secondo l'umanista rinascimentale Marco Antonio Altieri, membro della famiglia, invece, come espresso nella sua opera Li Nuptiali, le origini risalirebbero alla Gens Hostilia, stirpe già fiorente negli anni di re Romolo e annoverata tra le gentes originarie di Tito Livio. L'antico cognome originario degli Altieri, sempre secondo Marco Antonio Altieri, era quello di Lucii, discendenti del re di Roma Tullio Ostilio, dello stesso stipite da cui discendono i Mancini, casato al quale appartenne Maria Mancini, amante di Luigi XIV e nipote del cardinal Giulio Mazzarino.
In realtà, al di là delle leggendarie ricostruzioni genealogiche autocelebrative, la famiglia rivela origini simili a quelle di altre famiglie mercantili romane ascritte alla nobiltà civica capitolina: infatti le prime notizie risalgono a non prima del secolo XIV con uno speziale Corraduccio de Mastronis del rione Pigna ancora privo della qualità nobiliare, da cui nacquero Lello ed Alterio (1321-1431) che dette il nome ai suoi discendenti che possedevano case nella contrada de Porcariis, dalla famiglia che dette il nome all'area presso l'attuale piazza della Pigna. Gli Altieri fondavano le loro ricchezze sul possesso di terre nella campagna romana e di greggi di pecore. Dal XV secolo parteciparono alla vita del comune, entrando nei ranghi del patriziato romano ricoprendo le cariche di Conservatore e Priore dei Caporioni. Tra XV e XVI secolo ebbero numerosi uomini di cultura, tra cui il citato Marco Antonio (1450-1532), della scuola di Pomponio Leto, Rutilio, rettore della Sapienza, e Mario, dotto canonista morto nel 1613.

### L'ascesa al rango principesco

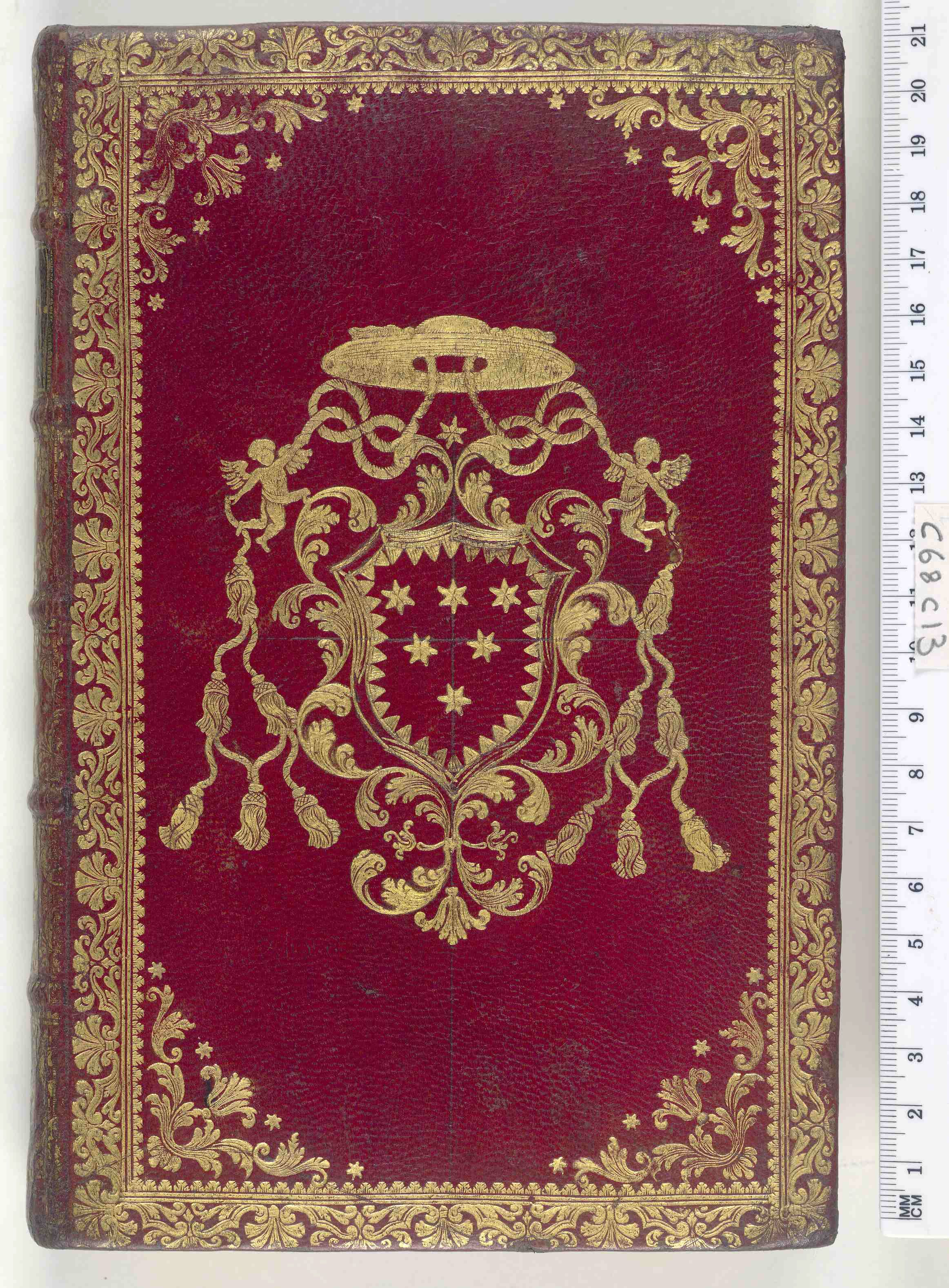
Copertina di libro in pelle con lo stemma degli Altieri

La famiglia acquisì una posizione di un certo rilievo con la nomina a cardinale di Giovanni Battista Altieri, figlio di Lorenzo e Vittoria Delfini. Costui favorì la carriera ecclesiastica del fratello Emilio Bonaventura, già vescovo di Camerino dal 1627, ottenendo per lui la nunziatura di Napoli ricoperta dal 1644 al 1652. Emilio fu nominato cardinale nel 1669 da papa Clemente IX e salì l'anno dopo al soglio pontificio con il nome di Clemente X.

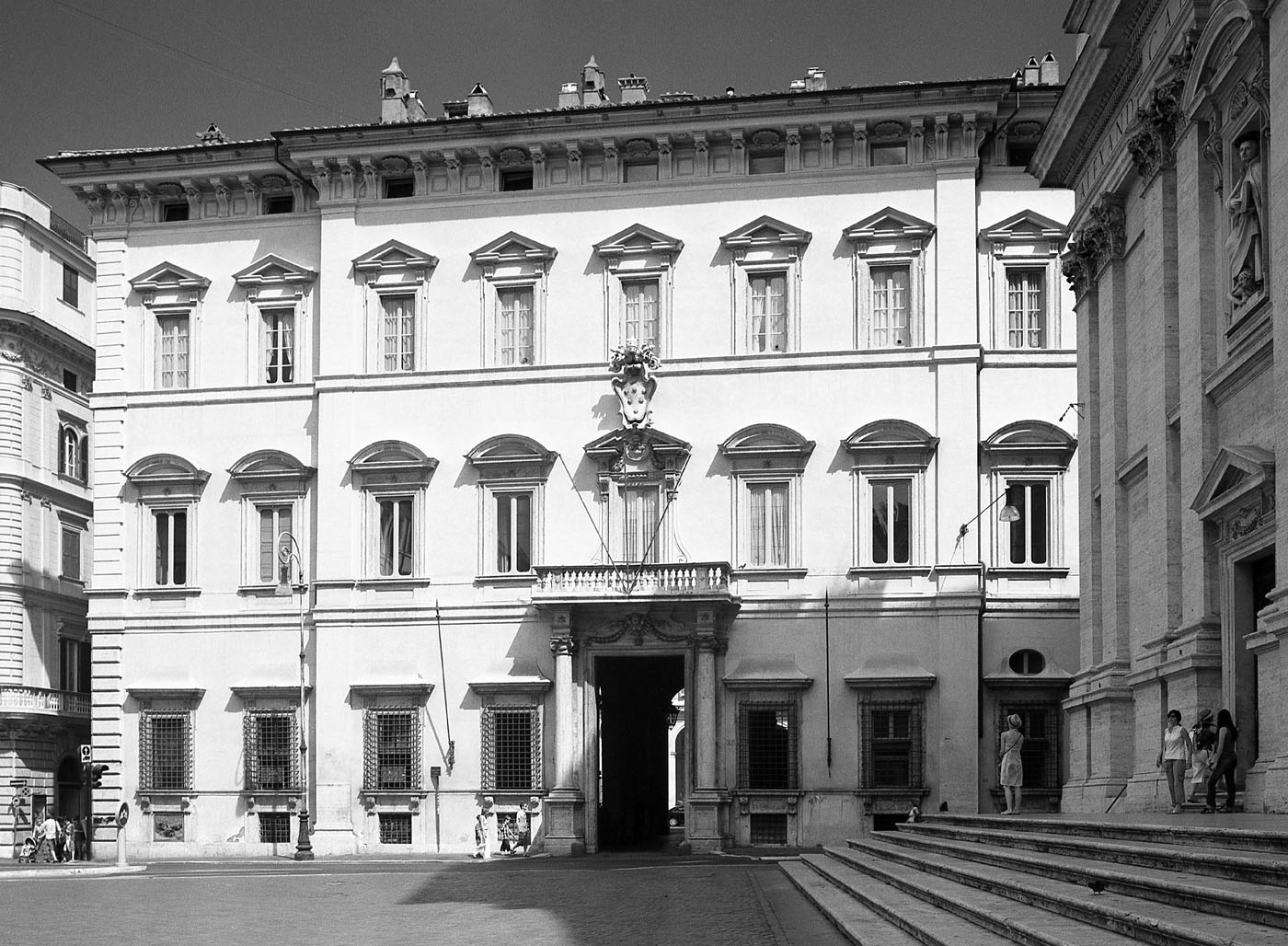
Palazzo Altieri a piazza del Gesù a Roma

Il momento di massimo splendore della famiglia coincise anche con il rischio di estinzione della stessa. Clemente X, ultimo maschio della famiglia, in occasione del matrimonio tra il marchese Gaspare Paluzzi Albertoni, appartenente a una famiglia più volte imparentata con gli Altieri, e la nipote Laura Caterina, fece in modo che il cognome della sua famiglia compreso dei beni e dello stemma passasse nei Paluzzi Albertoni, che divennero così "Paluzzi Altieri degli Albertoni". Clemente X convinse lo stesso genitore di Gaspare, Antonio Albertoni, e lo zio Paluzzo a cambiare cognome in Altieri: con ciò avvenne la scomparsa degli Albertoni. Grazie all'intervento di Clemente X, Gaspare divenne Principe di Oriolo e Viano e Duca di Monterano. Paluzzo, elevato alla porpora cardinalizia, divenne cardinal nepote, governando di fatto la Chiesa. La famiglia, in seguito, ebbe altri quattro cardinali: Lorenzo (1671-1741), Giovanni Battista il giovane  (1673-1740), Vincenzo Maria (1724-1800), che si rese celebre per le coraggiose dimissioni durante la Repubblica Giacobina, ed infine Ludovico che, dopo la nunziatura a Vienna, fece parte del triumvirato cardinalizio del 1849. Quest'ultimo, vescovo di Albano, morì nella città sede della sua diocesi nel 1867 assistendo i colerosi.
La famiglia si estinse in linea maschile nel 1955, con la morte dell'ultimo principe, il principe Ludovico Altieri (1878–1955). Oggi sono sopravvissuti i discendenti di un ramo cadetto della famiglia, fra cui i Di Napoli Rampolla. Capostipite della famiglia fu Ferdinando Altieri (1887-1966), grande invalido di guerra, reduce del primo conflitto mondiale e marito di Irene Riso (1888-1984), erede dei baroni Riso di Colobria con sede a Palermo. La coppia ebbe tre figli, tra cui Alberto Altieri (1929 - 2012) figlio spirituale del cardinale Sergio Pignedoli nonché funzionario e direttore dell'archivio fotografico della RAI. Il suddetto ramo, pur essendo lontanamente legato alla dinastia principale, non detiene alcuna proprietà nobiliare.

## Principi di Oriolo
Cronologia dei nove principi di Oriolo della famiglia:
- Gaspare (1650 – 1720), I principe di Oriolo
- Emilio (1670 – 1721), II principe di Oriolo
- Girolamo Antonio (1673 – 1762), III principe di Oriolo, fratello del precedente
- Emilio Carlo (1723 – 1801), IV principe di Oriolo
- Paluzzo (1760 – 1834), V principe di Oriolo
- Clemente (1795 – 1873), VI principe di Oriolo
- Emilio (1819 – 1900), VII principe di Oriolo
- Paolo (1849 - 1901), VIII principe di Oriolo
- Ludovico (1878 – 1955), IX e ultimo principe di Oriolo[12]

Ludovico, l'ultimo Principe, aveva i seguenti fratelli
- Teodolinda Altieri 1876-1947 sposata con don Francesco Di Napoli-Rampolla, principe di Resuttano.
- Clemente Altieri 1877-1886
- Maria Augusta Altieri 1880-1979
- Guglielmo Altieri 1884-1893
- Marcantonio Altieri 1886-1886
- Francesca Altieri 1889-1917
- Marcantonio Altieri 1891-1919

In discendenza maschile diretta con cognome la famiglia è pertanto estinta dal 1955